# Wiktor Rohowyj
Wiktor Rohowyj (ukrainisch Віктор Роговий, engl. Transkription Viktor Rohovyi; * 4. Dezember 1965) ist ein ukrainischer Marathonläufer.
1996 und 1998 siegte er beim La-Rochelle-Marathon, das zweite Mal mit seiner persönlichen Bestzeit von 2:15:43 h. 